# Lavrove, Nedrîhailiv
Lavrove (în ucraineană Лаврове) este un sat în comuna Horujivka din raionul Nedrîhailiv, regiunea Sumî, Ucraina.

## Demografie
Componența lingvistică a localității Lavrove
     Ucraineană (98,82%)
     Rusă (1,18%)
Conform recensământului din 2001, majoritatea populației localității Lavrove era vorbitoare de ucraineană (98,82%), existând în minoritate și vorbitori de rusă (1,18%).